# Stary Ursus
Stary Ursus – część warszawskiej dzielnicy Ursus, obejmująca około 100-hektarowy obszar, o przewadze budownictwa powojennego lat 50. i 60., położony na południe od linii kolejowej Warszawa-Katowice.
Stary Ursus nie został uwzględniony w MSI.